# もう一度 (細坪基佳の曲)
「もう一度」（もういちど）は、日本のシンガーソングライターである細坪基佳がリリースした3枚目のシングル。

## 解説
前作「待ちわび通り」から約11年振りの発売であり、細坪が在籍していたフォークデュオ『ふきのとう』解散後初のシングル。同時発売されたアルバム『ON YOUR SIDE』からのシングルカットである。
細坪のシングルとしては唯一、作詞と作曲両方を第三者が担当している。
「もう一度」は、テレビ朝日系『紺野美沙子の科学館』エンディングテーマに起用され、細坪のシングルとしては唯一タイアップがついた楽曲である。

## 収録曲
- 全作詞:田口俊／編曲:西本明

1. もう一度
  - 作曲:松本俊明

テレビ朝日系『紺野美沙子の科学館』エンディングテーマ
2. 交差点
  - 作曲:石川kanji
3. もう一度 (オリジナル・カラオケ)